# Терена (язык)
Терена (Etelena, Terêna) — язык, на котором говорят 15.000 бразилианцев (народ терена). У языка есть созданный словарь и написанная грамматика.

## Диалекты
- Гуана (Chana, Chuala, East Paraná, Equinao, Guana, Kinihinao, Kinikinao) распространён в штате Мату-Гросу-ду-Сул, около города Терена.
- Киникинао (Kinikinao).
- Терена (Etelena, Terêna, Tereno) распространён в двух городах и 20 деревнях территории рек Миранда и Агидауана, восточнее реки Парагвай, в штате Мату-Гросу-ду-Сул.
- Чане (Chané) (вымер).